# Jean Robert (architecte)
Pour les articles homonymes, voir Jean Robert et Robert.
Jean Robert, né en 1937, mort à Cuernavaca le 1er octobre 2020[réf. nécessaire], est un architecte et historien suisse, spécialiste des conséquences sociales des transports.

## Biographie
Émigré à Cuernavaca (Mexique) en 1972, Jean Robert est historien de la technique, professeur émérite à l'université de l'État du Morelos. Ami d'Ivan Illich qui l'a beaucoup influencé et avec lequel il a écrit plusieurs articles, il s'est particulièrement intéressé à l'analyse des phénomènes en relation avec les transports. Cette partie de ses travaux aboutit à la publication de son livre Le temps qu'on nous vole en 1980.
Il a également travaillé sur les questions de développement, notamment dans un ouvrage écrit en collaboration avec Jean-Pierre Dupuy en 1976, La trahison de l'opulence.
Plus récemment, Jean Robert a diversifié ses champs d'intérêt, s'intéressant par exemple aux questions d'urbanisme, comme en témoigne un article intitulé Le retour de Caïn, réflexions sur les origines et la mort des villes (2005).

## Publications
- Livres
  - La trahison de l'opulence, Paris, P.U.F., 1976En collaboration avec Jean-Pierre Dupuy
  - Le temps qu'on nous vole. Contre la société chronophage, Paris, Seuil, 1980
  - (avec Majid Rahnema) La puissance des pauvres, Actes Sud, 2008
- Articles
  - "Le retour de Caïn. Réflexions sur les origines et la mort des villes", Crétin des Alpes, no 19, mai 2005.
  - "Autostop" (en coll. avec I. Illich), in Ivan Illich, La perte des sens, Paris, Fayard, 2004, page 145.